# Philip van Dijk
Philip van Dijk (Oud-Beijerland, 10 januari 1683 - Den Haag, 2 februari 1753) was een Noord-Nederlandse schilder, tekenaar en kunsthandelaar.

## Leven en werk
Van Dijk werd 1683 in Oud-Beijerland geboren en aldaar op 31 januari 1683 gedoopt. Als zoon van lakenverkoper Adriaan Jacobs van Dijk en Elisabeth Melsse van Wijngaarden. Hij werd als schilder opgeleid door Arnold Boonen in Amsterdam en door Adriaen van der Werff in Rotterdam. Naast schilder en tekenaar was Van Dijk ook kunsthandelaar. Van 1726 tot 1736 was hij hofschilder aan het hof van landgraaf Willem VIII van Hessen. Na 1747 werd hij hofschilder van prins Willem IV van Oranje. Hij was lid van het Sint-Lucasschildersgilde in Middelburg en van het genootschap Pictura in Den Haag.
Van Dijk schilderde behalve schilderijen ook miniaturen en decoreerde met zijn schilderwerk interieurs van woningen. Hij schilderde portretten, historische en allegorische voorstellingen en genrestukken. Hij leidde diverse schilders en tekenaars op, zoals Jan Augustini, J.H. Bernards, P.M. Brasser, Jan George Freezen, Philip van de Linden van Dijk, Louis de Moni en Hendrik Pothoven. Deze laatste maakte een portret van hem als een voorstudie voor een prent van Jacob Houbraken.
Van Dijk trouwde op 5 december 1708 met Geertruyd van Beekhuysen. Hij overleed in februari 1753 op 70-jarige leeftijd in zijn woonplaats Den Haag. Enkele maanden na zijn overlijden werd zijn verzameling schilderijen geveild. Ook de schilderijenverzameling van zijn echtgenote werd tien jaar later na haar overlijden in 1763 geveild.
In 2015 heeft de gemeente Oud-Beijerland, op voorstel van de historische vereniging, besloten om een straat naar Philip van Dijk te vernoemen, de "Philip van Dijk Hof".

## Enkele werken van Van Dijk

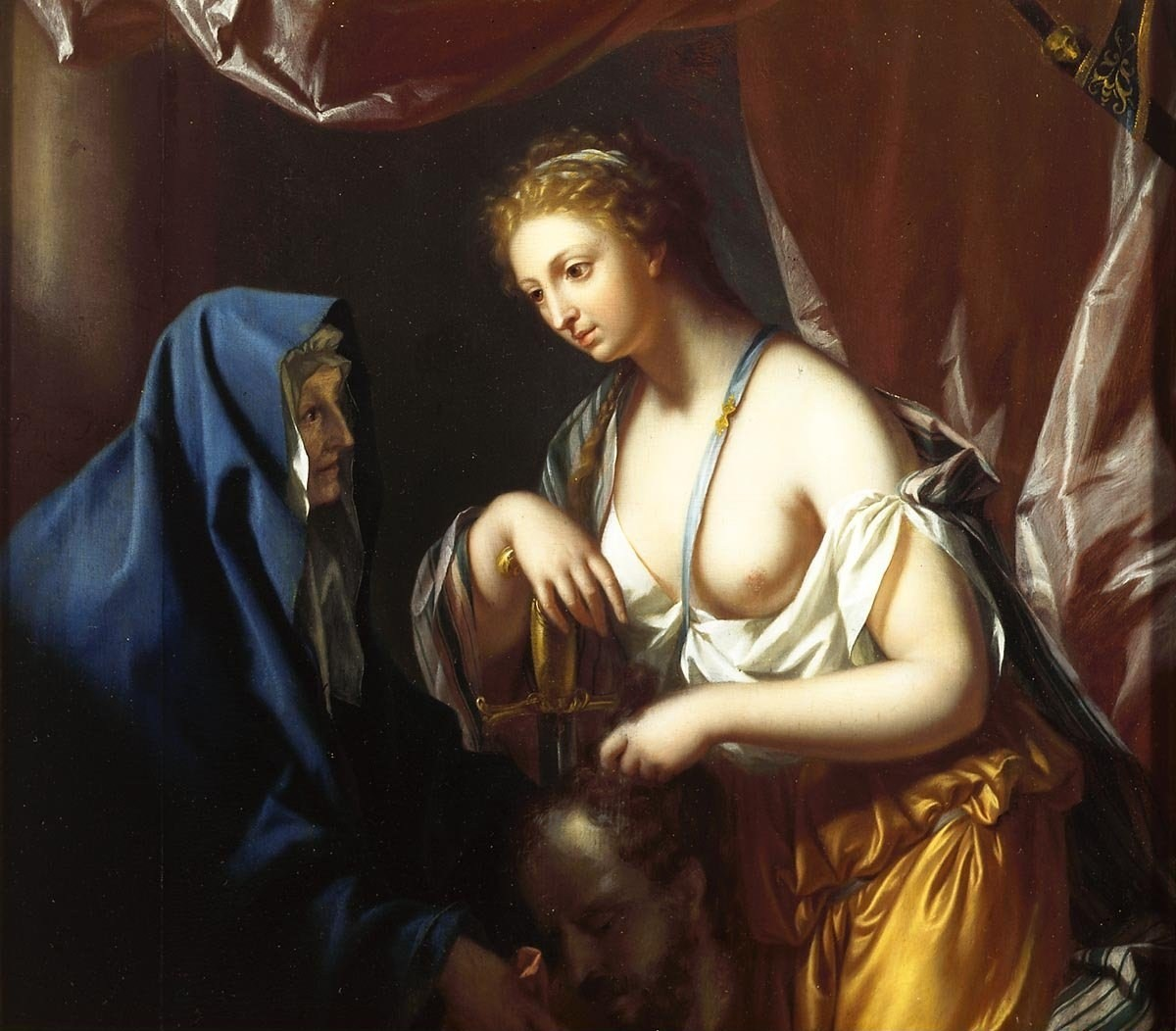
Judith met het hoofd van Holofernes
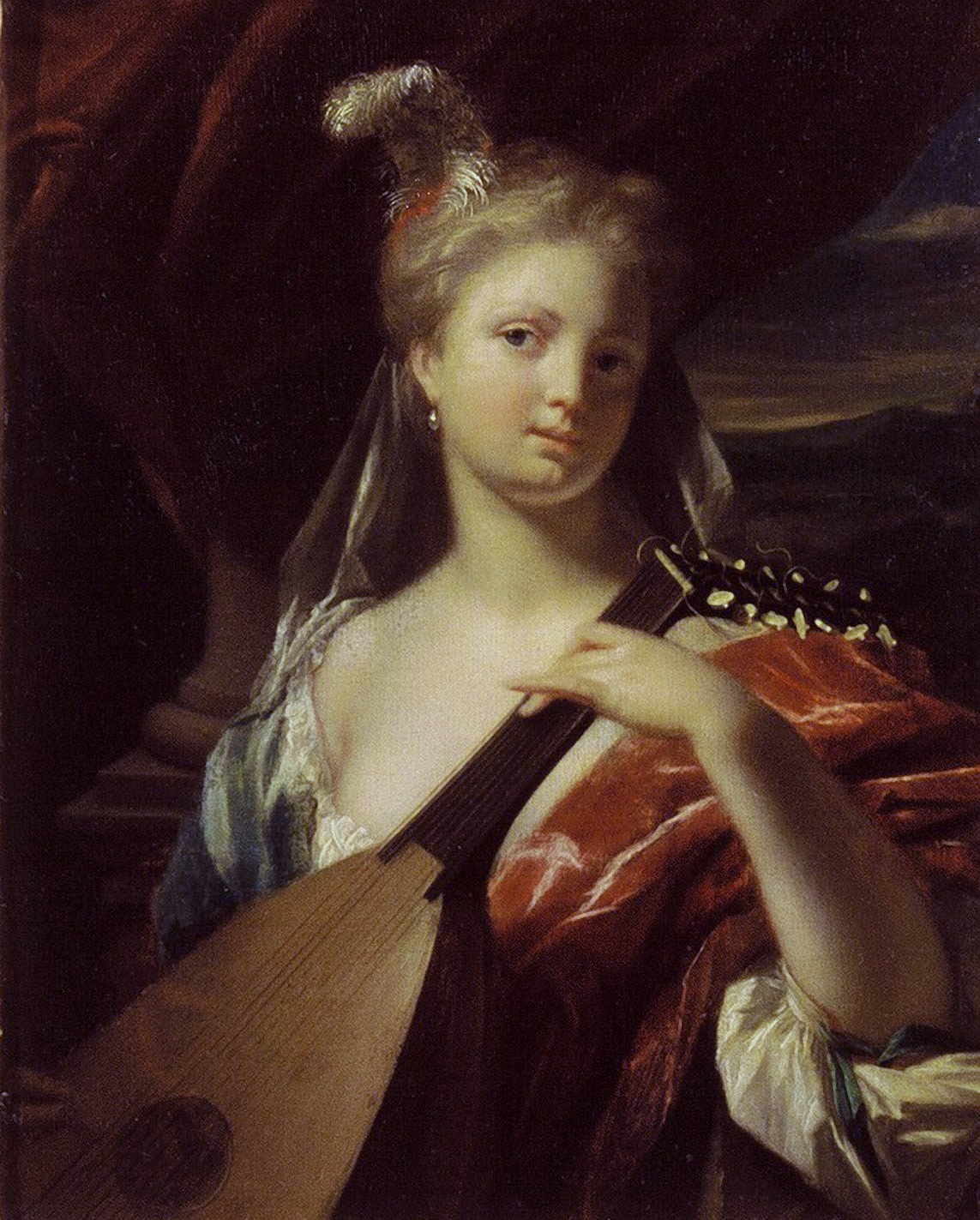
Luitspeelster
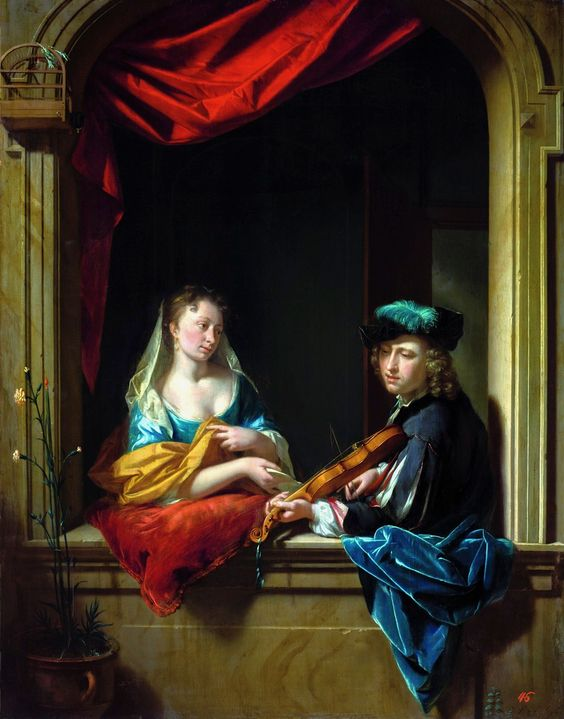
Een violist en een vrouw
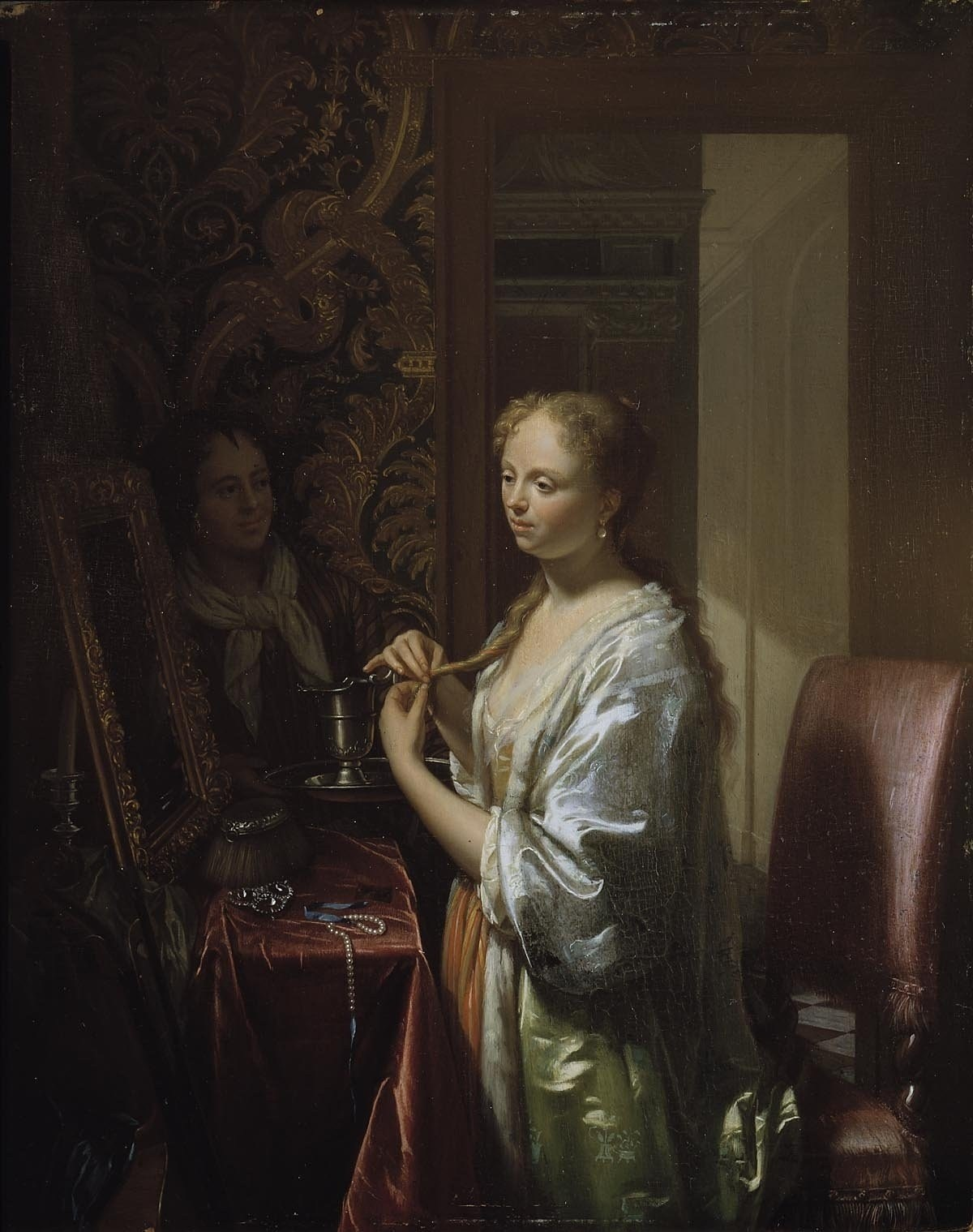
Dame bij haar toilet

- Biblioteca Nacional de España: XX1667360
- Bibliothèque nationale de France: cb149600533 (data)
- Biografisch Portaal: 19837763
- Gemeinsame Normdatei: 12837859X
- International Standard Name Identifier: 0000 0001 1682 4643
- KulturNav: 85404469-76d6-4f66-8de9-3fdf065eae3e
- Nederlandse Thesaurus van Auteursnamen: 097679402
- RKD-Nederlands Instituut voor Kunstgeschiedenis: 22940
- Union List of Artist Names: 500031656
- Virtual International Authority File: 87405713
- WorldCat: E39PBJxxk7PmxgpWvd9mRjDyVC